# Рагинтруда
Рагинтруда (лат. Ragintruda; умерла в 744) — королева лангобардов в 744 году по браку с Гильдепрандом.

## Биография
О Рагинтруде известно очень мало. Основной раннесредневековый исторический источник о ней — эпитафия из церкви Девы Марии в Павии. В ней сообщается, что Рагинтруда умерла ещё молодой, пробыв королевой весьма непродолжительное время. Также упоминается, что Рагинтруда была очень благочестивой женщиной, заботившейся как о священнослужителях, так и о всех нуждавшихся. В эпитафии впервые в эпиграфике упоминается о приверженности лангобардских королев византийским придворным обычаям: подобно императрицам Византии того времени Рагинтруда носила пурпурные одежды и диадему.
В тексте не упоминается имя мужа Рагентруды. Современные историки выдвигают два предположения: или она была второй супругой Лиутпранда, женившегося на ней после смерти своей первой жены Гунтруды, или супругой Гильдепранда. Скорее всего, верно второе мнение, так как в средневековых источниках нет ни одного упоминания о жёнах Лиутпранда, кроме Гунтруды. Если предположение о Рагинтруде как о супруге Гильдепранда верно, то её смерть можно датировать 744 годом, так как её муж правил только несколько месяцев.

## Комментарии
1. ↑  Мнение о том, что жену Гильдепранда звали Регарда и она была дочерью герцога Алеманнии Готфрида и сестрой герцога Баварии Одилона[3] ошибочно, так как та была супругой одноимённого герцога Сполето[4][5].